# Roncobisium
Roncobisium es un género de pseudoscorpiones de la familia Neobisiidae.  Se distribuye por Francia.

## Especies
Según Pseudoscorpions of the World 1.2::
- Roncobisium allodentatum (Vachon, 1967)
- Roncobisium leclerci Heurtault, 1979

## Publicación original
- Vachon, 1967: Neobisium (Roncobisium) allodentatum n. sg., n. sp. de Pseudoscorpion Neobisiidae (Arachnides) habitant une caverne du département de Saône-et-Loire, France. International Journal of Speleology, vol. 2, pp. 363-367.